# Dubina polja
Za mnoge kamere, dubina polja (engl. depth of field, DOF) rastojanje je između najbližeg i najdaljeg objekta koji su prihvatljivo oštrom fokusu u slici. Dubinska oštrina se može izračunati na osnovu žižne daljine, udaljenosti od objekta, prihvatljivog kruga zabune i otvora blende. Određena dubina polja može se odabrati u tehničke ili umetničke svrhe. Ograničenja dubinske oštrine ponekad se mogu prevazići različitim tehnikama/opremom.

## Faktori koji utiču na dubinu polja
Za kamere koje mogu da se fokusiraju na samo jednu udaljenost objekta, dubina polja je udaljenost između najbližih i najudaljenijih objekata koji su u prihvatljivo oštrom fokusu. „Prihvatljivo oštar fokus” definiše se pomoću svojstva koje se naziva krug rasejavanja.
Dubinska oštrina se može odrediti žižnom daljinom, rastojanjem od objekta, prihvatljivim krugom rasejavanja i otvorom blende. Približna dubinska oštrina se može definisati kao:
{\displaystyle {\text{DOF}}\approx {\frac {2u^{2}Nc}{f^{2}}}}
za dati krug rasejavanja (c), žižnu daljinu (f), f-broj (N) i udaljenost do subjekta (u).
Kako se rastojanje ili veličina prihvatljivog kruga rasejavanja povećava, dubina polja se povećava; međutim, povećanje veličine otvora ili povećanje žižne daljine smanjuje dubinu polja. Dubina polja se linearno menja sa F-brojem i krugom zabune, ali se menja proporcionalno kvadratu žižne daljine i rastojanja do objekta. Kao rezultat, fotografije snimljene iz krajnje blizine imaju srazmerno mnogo manju dubinu polja.
Veličina senzora utiče na DOF na kontraintuitivne načine. Budući da je krug rasejavanja direktno vezan za veličinu senzora, smanjenje veličine senzora uz zadržavanje žižne daljine i otvora blende smanjiće dubinu polja. Dobijena slika će, međutim, imati drugačije vidno polje. Ako se žižna daljina promeni da bi se zadržalo vidno polje, promena žižne daljine će se suprotstaviti smanjenju DOF-a sa manjeg senzora i povećati dubinu polja.

### Efekat aperture sočiva
Za dato kadriranje objekta i položaj kamere, DOF se kontroliše pomoću prečnika otvora sočiva, koji se obično navodi kao f-broj (odnos žižne daljine sočiva i prečnika otvora). Smanjivanjem prečnika otvora (povećanjem f-broja) povećava se DOF jer kroz otvor prolazi samo svetlost koja putuje pod manjim uglovima. Budući da su uglovi plitki, svetlosni zraci su u prihvatljivom krugu rasejavanja za veće rastojanje.

Filmovi koriste ovu kontrolu samo ograničeno; da bi postigli konzistentan kvalitet slike od snimka do snimka, snimatelji obično biraju jedno podešavanje otvora za unutrašnjost, a drugo za spoljašnjost i prilagođavaju ekspoziciju upotrebom filtera kamere ili nivoa osvetljenja. Podešavanja otvora blende češće se podešavaju na fotografijama, gde se varijacije dubinske oštrine koriste za stvaranje različitih specijalnih efekata.

### Efekat kruga zabune
Precizno fokusiranje je moguće samo na tačnoj udaljenosti od sočiva; na toj udaljenosti tačkasti objekat će stvoriti tačkastu sliku. U suprotnom, tačkasti objekt će stvoriti mrlju u obliku dijafragme objektiva, tipično i približno kružnu. Kada je ovo kružno mesto dovoljno malo, vizuelno se ne razlikuje od tačke i čini se da je u fokusu. Prečnik najvećeg kruga koji se ne može razlikovati od tačke poznat je kao prihvatljivi krug rasejavanja, ili neformalno, jednostavno kao krug rasejavanja. Tačke koje proizvode tačku zamućenja manju od ovog prihvatljivog kruga rasejavanja smatraju se prihvatljivo oštrim.
Prihvatljivi krug rasejavanja zavisi od toga kako će se koristiti konačna slika. Opšte je prihvaćeno da je to 0,25 mm za sliku gledanu sa udaljenosti od 25 cm.
Za filmove od 35 mm, površina slike na filmu je približno 22 mm sa 16 mm. Granica tolerantne greške tradicionalno je bila postavljena na 0,05 mm (0,0020 in) prečnika, dok je za film od 16 mm, gde je veličina približno upola manja, tolerancija stroža, 0,025 mm (0,00098 in). Savremenija praksa za proizvodnju od 35 mm postavlja krug rasejavanja na 0,025 mm (0,00098 in).

### Pokreti kamere
Termin „pokreti kamere“ odnosi se na okretanje (zamah i nagib, u savremenoj terminologiji) i podešavanja pomeranja držača sočiva i držača filma. Ove karakteristike su bile u upotrebi od 1800-ih i još uvek se koriste danas na kamerama za pregledanje, tehničkim kamerama, kamerama sa sočivima sa nagibom/pomeranjem ili sočivima za kontrolu perspektive, itd. Okretanje sočiva ili senzora izaziva okretanje ravni fokusa (POF), i takođe uzrokuje da se polje prihvatljivog fokusa okreće sa POF; a u zavisnosti od DOF kriterijuma i da se promeni oblik polja prihvatljivog fokusa. Dok su proračuni za DOF kamera sa okretnim položajem postavljenim na nulu razmatrani, formulisani i dokumentovani još pre 1940-ih, dokumentovanje proračuna za kamere sa okretnim položajem koji nije nula smatra se da je počelo 1990. godine.
Više nego u slučaju kamere sa nultom okretanjem, postoje različite metode za formiranje kriterijuma i podešavanje proračuna za DOF kada je okretanje različito od nule. Postoji postepeno smanjenje jasnoće objekata kako se udaljavaju od POF-a, a na nekoj virtuelnoj ravnoj ili zakrivljenoj površini smanjena jasnoća postaje neprihvatljiva. Neki fotografi rade proračune ili koriste tabele, neki koriste oznake na opremi, neki prosuđuju pregledom slike.
Kada se POF rotira, bliža i dalja granica DOF se može smatrati klinastom, sa vrhom klina najbližim kameri; ili se mogu smatrati paralelnim sa POF.

## Napomene
1. ↑  strogo, na tačnoj udaljenosti od aviona

## Literatura
- Salvaggio, Nanette; Stroebel, Leslie (2009). Basic Photographic Materials and Processes. Taylor & Francis. стр. 110—. ISBN 978-0-240-80984-7.
- Adams, Ansel (1980). The Camera (на језику: енглески). New York Graphic Society. ISBN 9780821210925. „Adams, Ansel. 1980. The Camera.”
- Couzin, Dennis. 1982. Depths of Field. SMPTE Journal, November 1982, 1096–1098. Available in PDF at https://sites.google.com/site/cinetechinfo/atts/dof_82.pdf.
- Gibson, H. Lou. 1975. Close-Up Photography and Photomacrography. 2nd combined ed. Kodak Publication No. N-16. Rochester, NY: Eastman Kodak Company, Vol II: Photomacrography.  0-87985-160-0
- Hansma, Paul K. 1996. View Camera Focusing in Practice. Photo Techniques, March/April 1996, 54–57. Available as GIF images on the Large Format page.
- Hopkins, H.H. 1955. The frequency response of a defocused optical system. Proceedings of the Royal Society A, 231:91–103.
- Lefkowitz, Lester. 1979 The Manual of Close-Up Photography. Garden City, NY: Amphoto.  0-8174-2456-3
- Merklinger, Harold M. 1992. The INs and OUTs of FOCUS: An Alternative Way to Estimate Depth-of-Field and Sharpness in the Photographic Image. v. 1.0.3. Bedford, Nova Scotia: Seaboard Printing Limited.  0-9695025-0-8. Version 1.03e available in PDF at http://www.trenholm.org/hmmerk/.
- Merklinger, Harold M. 1993. Focusing the View Camera: A Scientific Way to Focus the View Camera and Estimate Depth of Field. v. 1.0. Bedford, Nova Scotia: Seaboard Printing Limited.  0-9695025-2-4. Version 1.6.1 available in PDF at http://www.trenholm.org/hmmerk/.
- Peterson, Stephen. 1996. Image Sharpness and Focusing the View Camera. Photo Techniques, March/April 1996, 51–53. Available as GIF images on the Large Format page.
- Ray, Sidney F. 1994. Photographic Lenses and Optics. Oxford: Focal Press.  0-240-51387-8
- Ray, Sidney F. 2000. The geometry of image formation. In The Manual of Photography: Photographic and Digital Imaging, 9th ed. Ed. Ralph E. Jacobson, Sidney F. Ray, Geoffrey G. Atteridge, and Norman R. Axford. Oxford: Focal Press.  0-240-51574-9
- Ray, Sidney F. 2002. Applied Photographic Optics. 3rd ed. Oxford: Focal Press.  0-240-51540-4
- Shipman, Carl. 1977. SLR Photographers Handbook. Tucson: H.P. Books.  0-912656-59-X
- Stokseth, Per A. 1969. Properties of a Defocused Optical System. Journal of the Optical Society of America 59:10, Oct. 1969, 1314–1321.
- Stroebel, Leslie. 1976. View Camera Technique. 3rd ed. London: Focal Press.  0-240-50901-3
- Tillmanns, Urs. 1997. Creative Large Format: Basics and Applications. 2nd ed. Feuerthalen, Switzerland: Sinar AG.  3-7231-0030-9
- von Rohr, Moritz. 1906. Die optischen Instrumente. Leipzig: B. G. Teubner
- Williams, Charles S., and Becklund, Orville. 1989. Introduction to the Optical Transfer Function. New York: Wiley. Reprinted 2002, Bellingham, WA: SPIE Press, 293–300.  0-8194-4336-0
- Williams, John B. 1990. Image Clarity: High-Resolution Photography. Boston: Focal Press.  0-240-80033-8
- Andrew Kay, Jonathan Mather, and Harry Walton, "Extended depth of field by colored apodization", Optics Letters, 36  (23):  4614–4616 (2011).
- Savazzi, Enrico (2011). Digital Photography for Science (Hardcover). Lulu.com. ISBN 978-0-557-91133-2.
- Hummel, Rob (editor). 2001. American Cinematographer Manual. 8th ed. Hollywood: ASC Press.  0-935578-15-3
- Kingslake, Rudolf (1951). Lenses in Photography: The Practical Guide to Optics for Photographers. Garden City, NY: Garden City Press.
- Sutton, Thomas; Dawson, George (1867). A Dictionary of Photography. London: Sampson Low, Son & Marston.
- Optics in Photography - Google Books. Приступљено 24. 9. 2014.
- Abney, W. de W. (1881). A Treatise on Photography (First изд.). London: Longmans, Green, and Co.